# العلاقات الأذربيجانية الموزمبيقية
العلاقات الأذربيجانية الموزمبيقية هي العلاقات الثنائية التي تجمع بين أذربيجان وموزمبيق.

## مقارنة بين البلدين
هذه مقارنة عامة ومرجعية للدولتين:
| وجه المقارنة                                              | أذربيجان        | موزمبيق          |
| --------------------------------------------------------- | --------------- | ---------------- |
| المساحة (كم2)                                             | 86.60 ألف       | 801.59 ألف       |
| عدد السكان (نسمة)                                         | 10.00 مليون     | 29.67 مليون      |
| الكثافة السكانية (ن./كم²)                                 | 115.47          | 37.01            |
| العاصمة                                                   | باكو            | مابوتو           |
| اللغة الرسمية                                             | اللغة الأذرية   | اللغة البرتغالية |
| العملة                                                    | مانات أذربيجاني | متكال موزمبيقي   |
| الناتج المحلي الإجمالي (بليون دولار)                      | 40.75 مليار     | 12.33 مليار      |
| الناتج المحلي الإجمالي (تعادل القوة الشرائية) بليون دولار | 171.56 مليار    | 33.35 مليار      |
| الناتج المحلي الإجمالي الاسمي للفرد دولار أمريكي          | 5.50 ألف        | 529              |
| الناتج المحلي الإجمالي للفرد دولار أمريكي                 | 17.52 ألف       | 1.13 ألف         |
| مؤشر التنمية البشرية                                      | 0.751           | 0.416            |
| رمز المكالمات الدولي                                      | +994            | +258             |
| رمز الإنترنت                                              | .az             | .mz              |
| المنطقة الزمنية                                           | ت ع م+04:00     | ت ع م+02:00      |

## منظمات دولية مشتركة
يشترك البلدان في عضوية مجموعة من المنظمات الدولية، منها:
| علم المنظمة | اسم المنظمة                               | تاريخ انضمام أذربيجان | تاريخ انضمام موزمبيق |
| ----------- | ----------------------------------------- | --------------------- | -------------------- |
|             | الاتحاد البريدي العالمي                   | ?                     | ?                    |
|             | مؤسسة التنمية الدولية                     | 31 مارس 1995          | 24 سبتمبر 1984       |
|             | منظمة حظر الأسلحة الكيميائية              | ?                     | ?                    |
|             | الأمم المتحدة                             | 2 مارس 1992           | 16 سبتمبر 1975       |
|             | وكالة ضمان الاستثمار متعدد الأطراف        | 23 سبتمبر 1992        | 23 نوفمبر 1994       |
|             | منظمة الشرطة الجنائية الدولية             | ?                     | ?                    |
|             | مؤسسة التمويل الدولية                     | 11 أكتوبر 1995        | 24 سبتمبر 1984       |
|             | الاتحاد الدولي للاتصالات                  | 10 أبريل 1992         | 4 نوفمبر 1975        |
|             | البنك الدولي للإنشاء والتعمير             | 18 سبتمبر 1992        | 24 سبتمبر 1984       |
|             | منظمة التعاون الإسلامي                    | 1991                  | ?                    |
|             | المركز الدولي لتسوية المنازعات الاستشارية | 18 أكتوبر 1992        | 7 يوليو 1995         |
|             | يونسكو                                    | 3 يونيو 1992          | 11 أكتوبر 1976       |

## وصلات خارجية
- موقع وزارة الخارجية الأذربيجانية
- موقع وزارة الخارجية الموزمبيقية